# 乐化镇
乐化镇，是中华人民共和国江西省南昌市新建区下辖的一个镇。

## 行政区划
乐化镇下辖以下地区：
乐化街社区、乐化村、黄墩村、江桥村、新石村、徐邓村、案塘村、金盘村、新庄村、莲塘村、南昌昌北机场社区、江西变压器厂社区、西河洪城监狱社区和岭背林场生活区。

## 交通
- 京九铁路：乐化站
- 南昌昌北国际机场位于该镇境内。